# Rhabdomastix brachyneura
Rhabdomastix brachyneura är en tvåvingeart som beskrevs av Alexander 1933. Rhabdomastix brachyneura ingår i släktet Rhabdomastix och familjen småharkrankar. Inga underarter finns listade i Catalogue of Life.